# Bleed (Album)
 Bleed ist ein Musikalbum des australischen Trios The Necks. Die in den Studios 301 in Alexandria, Australien, entstandenen Aufnahmen erschienen 2024 als limitierte Edition in grün-marmoriertem 12-Zoll-Vinyl sowie in einer schwarzen Vinyl-Edition, als CD und Download am 18. Oktober 2024 auf Northern Spy Records.

## Hintergrund
Bleed ist – nach Travel von 2023 – das zwanzigste Studioalbum des australischen Experimentaltrios The Necks, bestehend aus dem  Pianisten Chris Abrahams, Kontrabassist Lloyd Swanton und Schlagzeuger, Perkussionist und Gitarrist Tony Buck. Bleed ist ihr erstes Single-Track-Album seit Body aus dem Jahr 2018. Das Album wurde von Tim Whitten, seit 2001 Toningenieur der Gruppe, aufgenommen.

## Titelliste
- The Necks: Bleed (Northern Spy – NS 168)[1]

1. Bleed 42:11

## Rezeption
The Necks werde oft als minimalistische Jazz-Einheit beschrieben, aber diese Kultband würde darauf bestehen, dass ihre Klangästhetik nicht ausschließlich avantgardistisch, minimalistisch, Ambient oder Jazz sei, schrieb Eyal Hareuveni in Salt Peanuts. Sicher sei hier ein strenger reduktionistischer Ansatz (wie schon das von dem Künstler Traianos Pakioufakis gestaltetes Cover widerspiegle), hypnotisch und ritualistisch, der ein erhabenes Idiom der Stille erforscht, in der jeder Ton, einschließlich des kurzen Schweigens, die ganze Welt bedeute. Das 42-minütige Album Bleed bringe die raffinierte Klangvision von The Necks wunderbar zum Ausdruck und suggeriere eine unaussprechliche Schönheit des Verfalls, manchmal sogar eine laute und beunruhigende Art des Verfalls, und einen sanft resonierenden Raum. Diese Musik erfordere völlige Hingabe an ihre schwer fassbaren Konzepte von Zeit und Raum, garantiere aber ein einzigartiges, höchst eindringliches und reinigendes Hörerlebnis, das die Hörgewohnheiten der Rezipienten neu kalibrieren könne.
Eine der größten Herausforderungen für jede Gruppe improvisierender Musiker besteht darin, Wege zu finden, voranzukommen, ohne sich zu wiederholen, schrieb Levi Dayan (The Quietus). Man könnte sich vorstellen, dass dies insbesondere auf das legendäre australische Trio The Necks zutreffe, zum einen, weil sie sich auf ultraminimale, lange, improvisierte Klanglandschaften spezialisiert haben, und zum anderen, weil sie diesen Klängen nun schon seit mehr als 35 Jahren nachgehen. Wie durch ein Wunder würde es sich immer noch so an fühlen, als wäre jedes Album von The Necks eine eigene Welt, vom verworrenen Dschungel von Hanging Gardens (1999) bis zum dröhnenden Todesröcheln von Vertigo aus dem Jahr 2015. Ihr neuestes Album stelle da keine Ausnahme dar und gilt als eine ihrer geheimnisvollsten und verwirrendsten Veröffentlichungen seit langem. Bleed sei ein Kompendium kleiner Klang[elemente], die sich ohne klare formale Struktur entfalten. Der beste Vergleich wäre ein Stück von Morton Feldman, aufgeführt von Talk Talk, mit all der Mysteriösität und des Pointillismus des ersteren und all der Klangfarbe und dem improvisatorischen Gewicht der letzteren.